# Zarétxnoie (Primórie)
|  | Per a altres significats, vegeu «Zarétxnoie». |

Zarétxnoie (en rus: Заречное) és un poble del krai de Primórie, a l'Extrem Orient de Rússia, que en el cens del 2010 tenia 863 habitants.